# Mareuil-Caubert
Mareuil-Caubert (picardisch: Mareu-Cœubert) ist eine nordfranzösische Gemeinde mit 828 Einwohnern (Stand 1. Januar 2022) im Département Somme in der Region Hauts-de-France. Die Gemeinde liegt im Arrondissement Abbeville, in der Communauté d’agglomération de la Baie de Somme und im Kanton Abbeville-2.

## Geographie
Die Gemeinde liegt südlich an Abbeville anschließend am linken Ufer der Somme, deren Tal mit Teichen durchsetzt ist, unterhalb von Huchenneville. Zur Gemeinde gehören die Ortsteile Le Cellier, Les Étangs, Caubert, Mareuil (jeweils im Tal der Somme an der Hangkante) und der Ostteil von Villers-sur-Mareuil. Das Gemeindegebiet liegt im Regionalen Naturpark Baie de Somme Picardie Maritime.

## Geschichte
Auf den Monts de Caubert stand ein Römerlager.
Während der Schlacht von Abbeville fanden zwischen dem 28. Mai und dem 4. Juni 1940 in der Gemeinde Kämpfe statt.
| 1962 | 1968 | 1975 | 1982 | 1990 | 1999 | 2006 | 2018 |
| ---- | ---- | ---- | ---- | ---- | ---- | ---- | ---- |
| 853  | 862  | 922  | 923  | 900  | 890  | 922  | 831  |

## Sehenswürdigkeiten

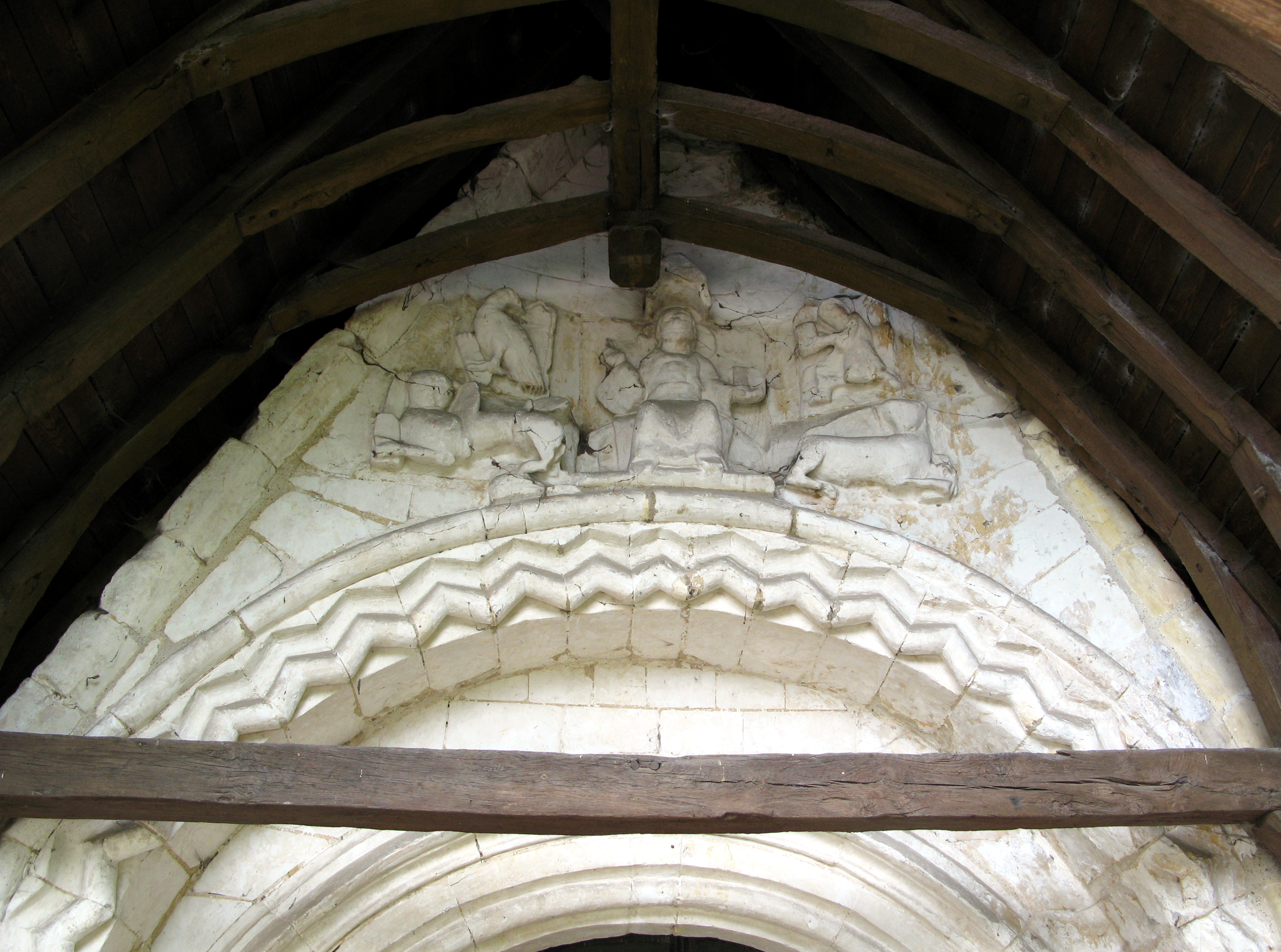
Romanisches Tympanon der Kirche

- teilweise noch romanische, seit 1908 als Monument historique klassifizierte Kirche Saint-Christophe, einst Priorei der Benediktinerabtei Breteuil[1]
- Kriegerdenkmal unterhalb der Kirche
- Malta-Kreuz
- Schlösser in Caubert und in Mareuil, jeweils auf einer Anhöhe